# Probreviceps durirostris
Espèce
Statut de conservation UICN

 EN B1ab(iii) : En danger
Probreviceps durirostris est une espèce d'amphibiens de la famille des Brevicipitidae.

## Répartition
Cette espèce est endémique des monts Ukaguru dans l'est de la Tanzanie. Elle se rencontre entre 1 500 et 1 900 m d'altitude.

## Publication originale
- Loader, Channing, Menegon & Davenport, 2006 : A new species of Probreviceps (Amphibia: Anura) from the Eastern Arc Mountains, Tanzania. Zootaxa, no 1237, p. 45–60.